# Mixodectes
Mixodectes és un gènere extint de mamífers euarcontoglirs de la família dels mixodèctids que visqueren a Nord-amèrica durant el Paleocè, fa entre 56,2 i 63,8 milions d'anys. Se n'han trobat restes fòssils a Nou Mèxic, Texas i Wyoming (Estats Units). La seva morfologia postcranial mostra adaptacions a un estil de vida arborícola que recorden tant els dermòpters d'avui en dia com els plesiadapiformes, un grup de primats extints. Es calcula que l'espècie M. pungens pesava uns 13 kg. Era un animal folívor. El nom genèric Mixodectes significa ‘mossegador mixt’.